# داربي قاولد
داربي قاولد (بالإنجليزية: Darby Gould)‏ هي مغنية أمريكية، ولدت في 1965.

## وصلات خارجية
- داربي قاولد على موقع ميوزك برينز (الإنجليزية)
- داربي قاولد على موقع ديسكوغز (الإنجليزية)